# Nashville Lady
Pour plus de détails, voir Fiche technique et Distribution.
Nashville Lady (Coal Miner's Daughter) est un film américain réalisé par Michael Apted, sorti en 1980.

## Synopsis
Biographie de la chanteuse Loretta Lynn, fille d'une famille de mineur, qui se marie jeune avec Oliver Lynn (en), qui lui fit découvrir son potentiel de chanteuse country.

## Fiche technique
- Titre : Nashville Lady ou La Fille du mineur
- Titre original : Coal Miner's Daughter
- Réalisation : Michael Apted
- Scénario : Thomas Rickman et George Vecsey d'après l'autobiographie de Loretta Lynn
- Décors : John W. Corso et John M. Dwyer (en)
- Costumes : Joe I. Tompkins (en)
- Photographie : Ralf D. Bode
- Montage : Arthur Schmidt
- Production : Zelda Barron, Robert E. Larson et Bernard Schwartz
- Distribution : Universal Pictures
- Pays de production : États-Unis
- Langue : anglais
- Format : Couleurs - Stéréo - 35 mm
- Genre : Musical, drame
- Durée : 125 minutes
- Dates de sortie :
  - États-Unis : 7 mars 1980
  - France : 1er avril 1981

## Distribution
- Sissy Spacek (VQ : Claudine Chatel) : Loretta Webb / Lynn. Spacek est également l'interprète des chansons.
- Tommy Lee Jones (VQ : Jean Fontaine) : Doolittle 'Mooney' Lynn ou 'Doo'
- Levon Helm (VQ : Vincent Davy) : Ted Webb
- Phyllis Boyens : Clara 'Clary' Webb
- William Sanderson (VQ : Marc Bellier) : Lee Dollarhide
- Beverly D'Angelo (VQ : Madeleine Arsenault) : Patsy Cline

Source: Doublage Québec

## Distinctions
- Oscar de la meilleure actrice pour Sissy Spacek (1981)
- Golden Globe de la meilleure actrice dans un film musical ou une comédie pour Sissy Spacek (1981)
- BAFTA de la meilleure actrice pour Sissy Spacek (1982)